# 10979 Fristephenson
Fristephenson (asteroide 10979) é um asteroide da cintura principal, a 2,254413 UA. Possui uma excentricidade de 0,0825547 e um período orbital de 1 406,92 dias (3,85 anos).
Fristephenson tem uma velocidade orbital média de 19,00054663 km/s e uma inclinação de 5,5547º.
Este asteroide foi descoberto em 29 de Setembro de 1973 por Cornelis van Houten, Ingrid van Houten-Groeneveld.